# Peter Krause
Pour les articles homonymes, voir Krause.
Peter Krause, né le 12 août 1965 à Alexandria, dans le Minnesota, est un acteur, producteur et réalisateur américain.
Il est connu pour son rôle de Nate Fisher dans Six Feet Under — pour lequel il est cité à trois reprises pour un Emmy Awards en tant que meilleur acteur dans une série télévisée dramatique — et de Bobby Nash dans 9-1-1.

## Biographie
Peter William Krause est le fils d'une mère professeur des écoles et d'un père professeur de lycée.
Il a une sœur, Amy et un frère Michael.
En 1990, il sort diplômé de L'Université de New York Tisch School of the Arts.

### Vie privée

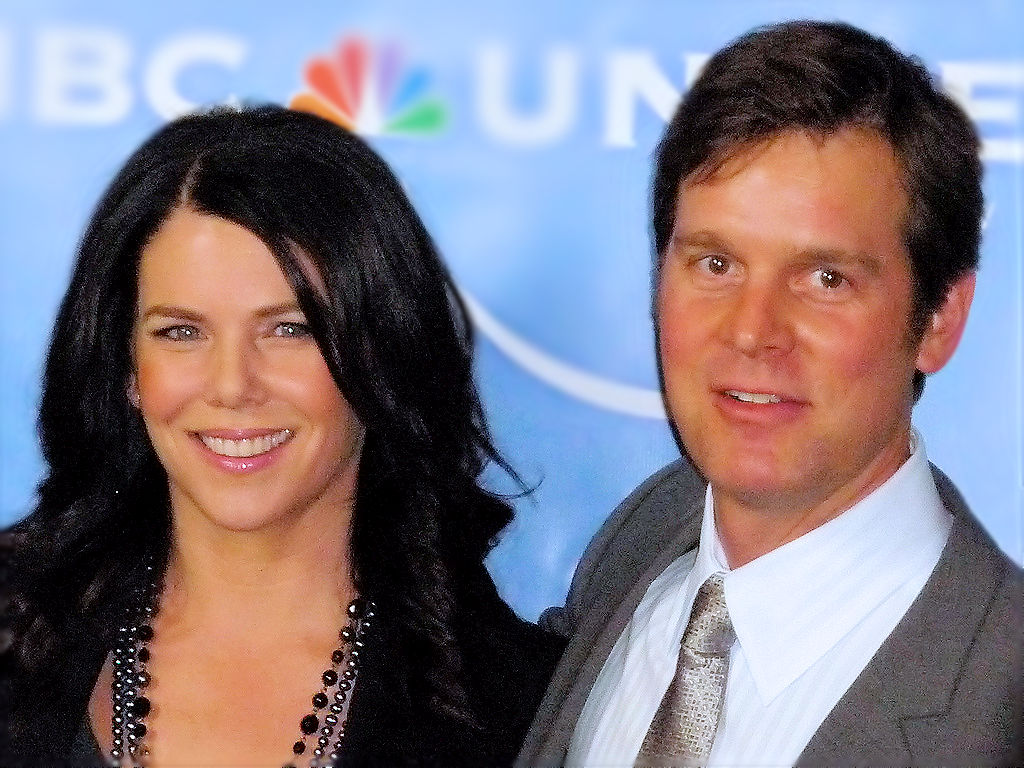
Lauren Graham et Peter Krause en 2008.

Il a eu un fils avec son ancienne compagne Christine King, Roman Krause, né en novembre 2001.
Depuis 2010, il est en couple avec Lauren Graham, qui incarne sa sœur cadette Sarah dans Parenthood. Le couple s'est séparé en 2021, après plus de 11 ans de relation.
Il n'a aucun lien de parenté avec l'acteur Brian Krause.

## Carrière

### Débuts remarqués dans la comédie
Il lance rapidement sa carrière à la télévision, en intégrant la distribution principale d'une série à sketches, Carol & Company (en), diffusée sur la chaîne NBC pendant 32 épisodes s'étalant sur deux saisons.
À l'arrêt de la série, il multiplie les expériences. Il participe à trois épisodes du soap opera pour adolescents Beverly Hills, et fait partie de la distribution principale de The Great Defender (en), une série dramatique policière arrêtée au bout de 8 épisodes.
Il fait aussi des apparitions dans diverses sitcoms : Seinfeld en 1992, Ellen en 1994 ou encore Caroline in the City en 1995, et intègre, cette même année, le casting régulier de la sitcom If Not for You, qui s'arrête au bout d'une saison de 5 épisodes.
Mais c'est son rôle récurrent dans la populaire sitcom Cybill, entre 1995 et 1997, qui lui permet d'obtenir une vraie visibilité.
Un an plus tard, après quelques autres rôles, dont une participation au film The Truman Show et deux épisodes de la série dramatique La Vie à cinq, il décroche le rôle du journaliste Casey McCall dans la comédie  Sports Night, première création du scénariste Aaron Sorkin.
La série est acclamée par la critique, et le tandem formé avec l'acteur Josh Charles est plébiscité. La série s'arrête néanmoins en 2000, au bout de deux saisons, à la suite du départ de Sorkin pour un nouveau projet à destination d'une chaîne concurrente.

### Consécration dans les séries dramatiques
En 2001, il est choisi pour incarner Nate Fisher, le fils aîné d'une famille propriétaire de pompes funèbres, dans la série dramatique Six Feet Under. La série est acclamée par la critique durant ses cinq saisons d'existence, et vaut notamment à l'acteur trois nominations aux Emmy Awards  en tant que meilleur acteur dans une série télévisée dramatique en 2002, 2003 et 2006, et deux au Golden Globe du meilleur acteur dans une série télévisée dramatique, en 2002 et 2003.
À l'issue de la série, il s'essaye à l'action avec le thriller Civic Duty (en), et au fantastique avec la mini-série The Lost Room, aux côtés d'une autre actrice issue d'une série marquante, Julianna Margulies.
Mais dès 2007, il retrouve un rôle régulier : celui de l'avocat Nick George, chargé de défendre les intérêts d'une encombrante riche famille de New York, dans le soap Dirty Sexy Money. Malgré sa participation à la production, et un casting comptant notamment l'acteur Donald Sutherland, la série est arrêtée au bout de deux saisons par la chaîne ABC, faute d'audiences.
Il persévère néanmoins dans les fictions familiales à la rentrée 2009, en intégrant la distribution d'une nouvelle série dramatique, cette fois plus sentimentale et réaliste. Il y incarne de nouveau un fils aîné, mais cette fois père de famille, dans Parenthood, à qui il donne notamment la réplique à Lauren Graham et Monica Potter. Il joue Adam Braverman durant les cinq saisons que compte la série, finalement arrêtée en 2015 faute d'audiences, et malgré un soutien critique.
En juillet de la même année, il est néanmoins annoncé dans le rôle principal masculin de la nouvelle série de Shonda Rhimes, la créatrice de Grey's Anatomy, intitulée The Catch. Il y aura pour partenaire l'actrice Mireille Enos.
En octobre 2017, il rejoint le casting principal de la série télévisée 9-1-1 créée par Ryan Murphy et Brad Falchuk dans le rôle de Bobby Nash. La série est diffusée depuis le 3 janvier 2018 sur la Fox,.

## Filmographie

### Cinéma
- 1987 : Blood Harvest de Bill Rebane : Le petit ami
- 1997 : Lovelife de Jon Harmon Feldman : Tim
- 1998 : The Truman Show de Peter Weir : Lawrence
- 1998 : Melting Pot (en) de Tom Musca : Pedro Marine
- 1998 : My Engagement Party de Christopher Heisen : David Salsburg
- 2005 : We Don't Live Here Anymore de John Curran : Hank Evans
- 2006 : Civic Duty de Jeff Renfroe : Terry Allen
- 2011 : Sortilège (Beastly) de Daniel Barnz : Rob Kingston
- 2015 : Night Owls de Charles Hood : Will Campbell
- 2018 : Au Nom des Femmes (Saint Judy) de Sean Hanish : Matthew

#### Courts métrages
- 2000 : It's a Shame About Ray d'Ajay Sahgal : Mr. Hanks
- 2020 : Attorneys at Love de Daniel Findlay : Mr Forte

### Télévision

#### Séries télévisées
- 1990 - 1991 : Carol & Company : Marty / Bobby Loomis / Riff Slade / Mark
- 1992 : Beverly Hills : Jay Thurman
- 1992 : Seinfeld : Tim
- 1994 : Ellen : Tim
- 1995 : Caroline in the City : Peter Welmerling
- 1995 : University Hospital : Roger Kent
- 1995 : If Not for You : Elliot
- 1995 : The Great Defender : Crosby Caufield III
- 1995 - 1997 : Cybill : Kevin Blanders
- 1996 : Salut les frangins (Brotherly Love) : Tom
- 1997 : La vie à cinq (Party of Five) : Daniel Musser
- 1997 : Troisième planète après le soleil (3rd Rock from the Sun) : Peter Connelly
- 1998 : Sports Night : Casey McCall
- 1998 : Style & Substance : Steve
- 1998 - 2000 : Spin City : Casey McCall
- 2001 - 2005 : Six Feet Under : Nathaniel "Nate" Fisher Jr
- 2006 : The Lost Room : Joe Miller
- 2007 - 2009 : Dirty Sexy Money : Nick George
- 2010 - 2015 : Parenthood : Adam Braverman
- 2016 : Gilmore Girls : Une nouvelle année (Gilmore Girls: A Year in the Life) : Un ranger
- 2016 - 2017 : The Catch : Benjamin Jones / Christopher Hall
- 2018 - présent : 9-1-1 : Bobby Nash

#### Téléfilm
- 1992 : Un sosie dangereux (Double Edge) de Steve Stafford : Le garde à l'entrée

## Voix françaises
En France
| - Guillaume Orsat dans (les séries télévisées) : - Troisième planète après le Soleil - Six Feet Under - The Lost Room - Dirty Sexy Money - Parenthood - The Catch - 9-1-1 | Et aussi - Charles Borg dans My Engagement Party - Jean-François Vlérick dans La Vie à cinq (série télévisée) - Guillaume Lebon dans Sortilège |